# Angre
Angre is een dorp in de Belgische provincie Henegouwen en een deelgemeente van de Waalse gemeente Honnelles.
Angre ligt in het noordwesten van de gemeente. Het dorpscentrum van Angre ligt in het noorden van de deelgemeente. Een stuk bebost grondgebied van de deelgemeente strekt zich tot drie kilometer zuidwaarts uit, maar zit in het noorden slechts over een afstand van 200 meter vast aan het noordelijke grondgebied van de deelgemeente waar zich het dorp bevindt. Door het dorp loopt de Grande Honnelle.

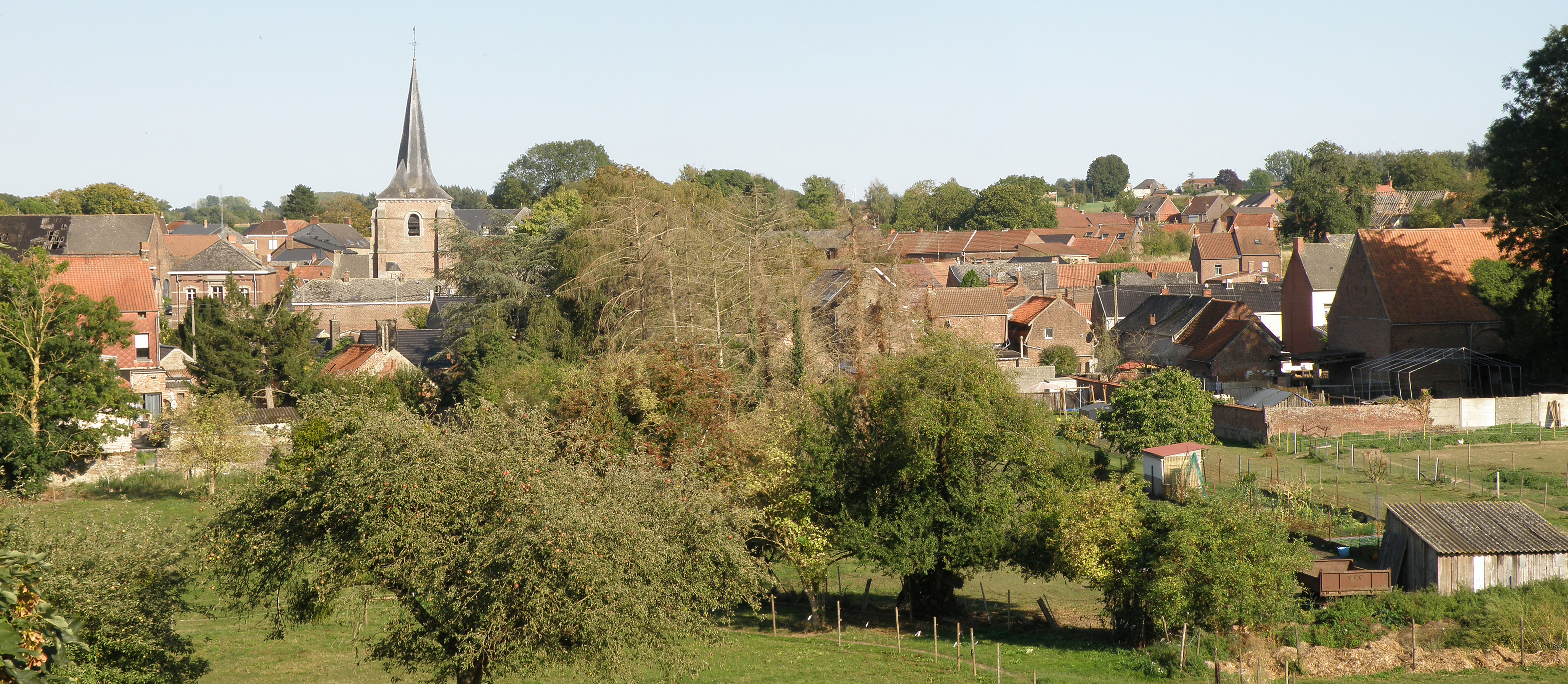
Zicht op Angre

## Geschiedenis
Angre bleef een zelfstandige gemeente tot de gemeentelijke fusie van 1977, toen het met negen andere gemeenten een deelgemeente werd van de nieuwe fusiegemeente Honnelles.

## Bezienswaardigheden
- De Église Saint-Martin, in 1980 beschermd als monument
- De Chapelle Saint-Roch, uit 1849
- De oude pastorij uit de 18de eeuw
- De 'Ferme Blondain, een hoeve uit het eind van de 18de eeuw
- Het Bois d'Angre, een bos in het zuiden van Angre

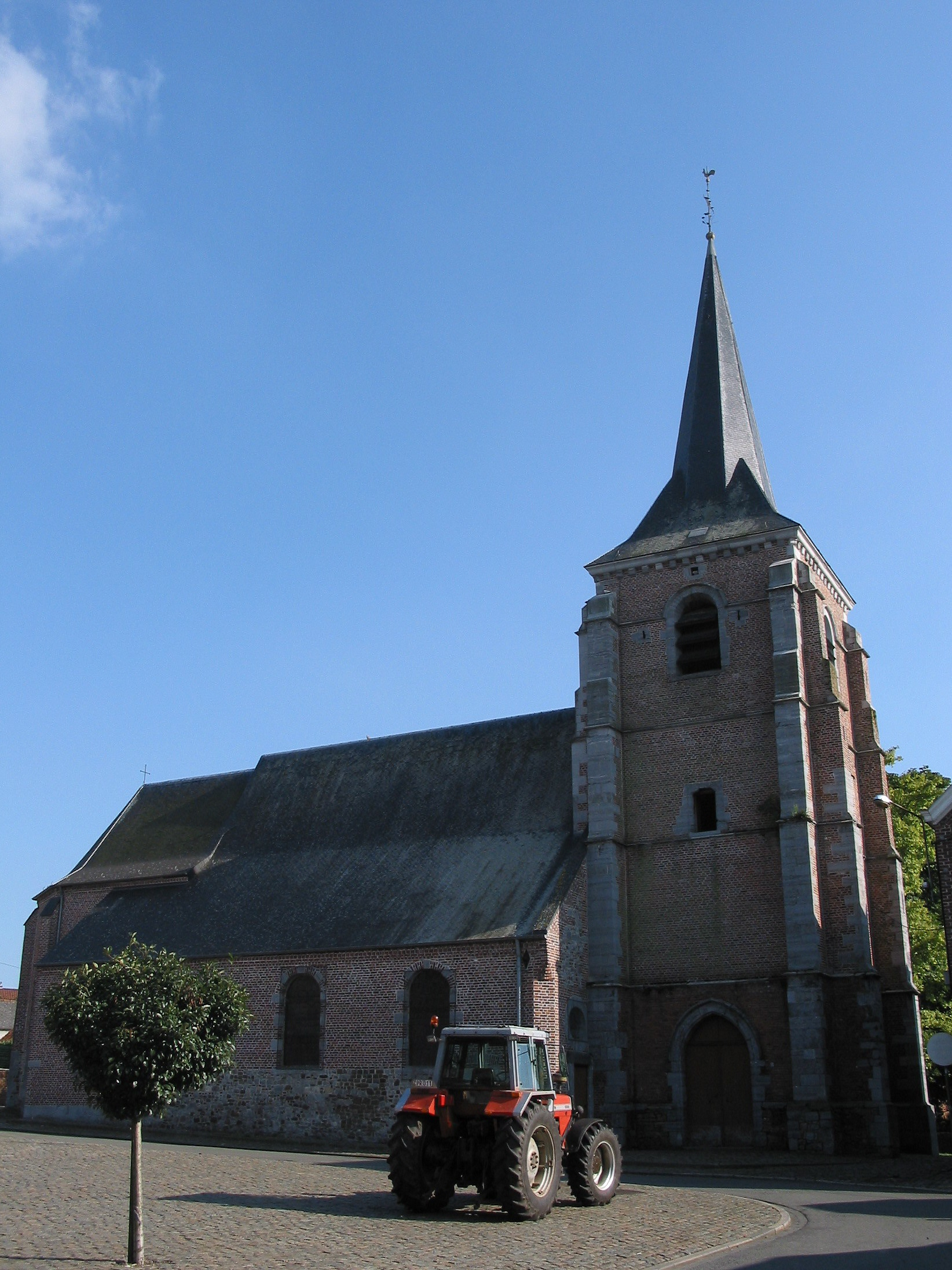
Église Saint-Martin
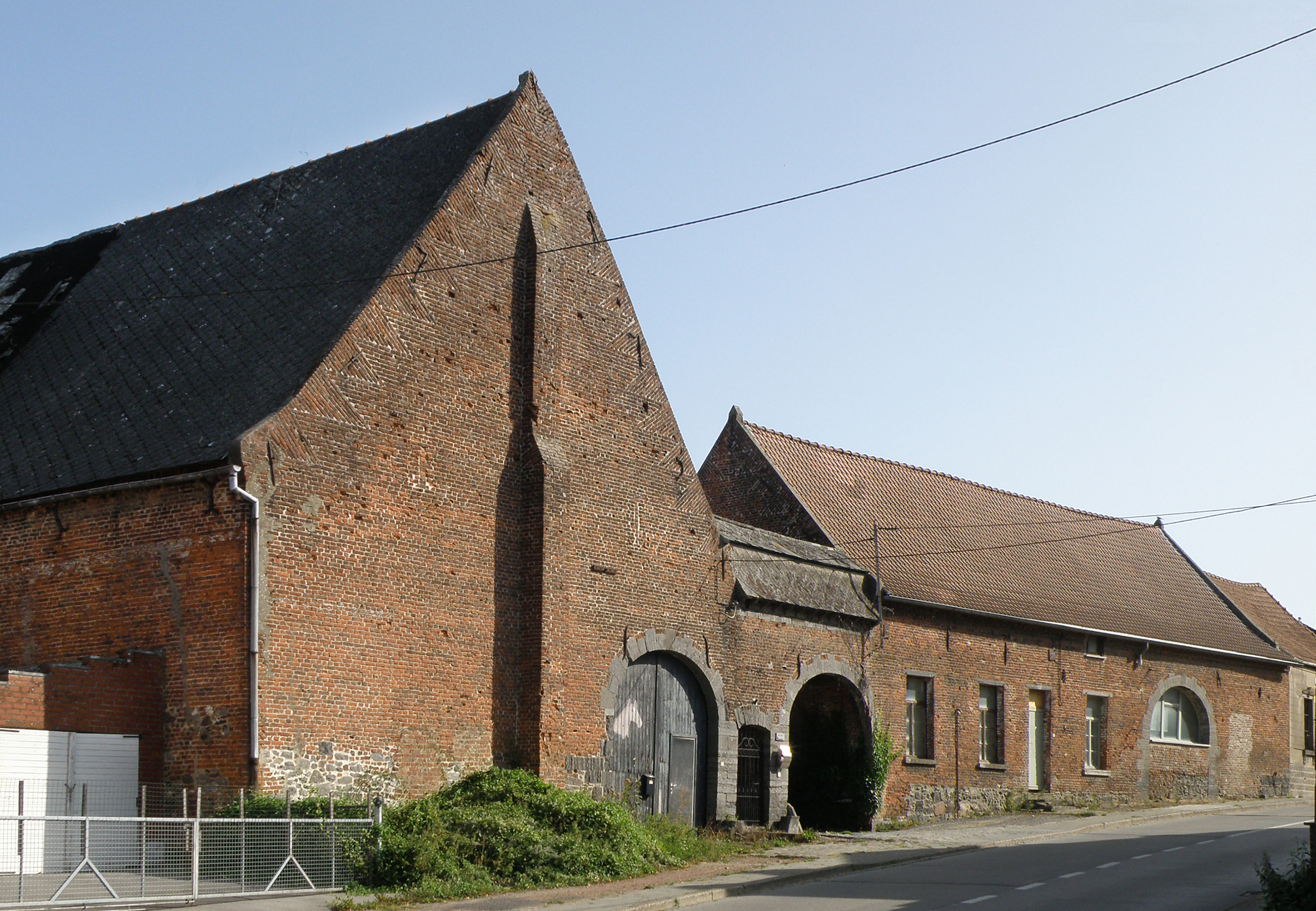
Ferme Blondain
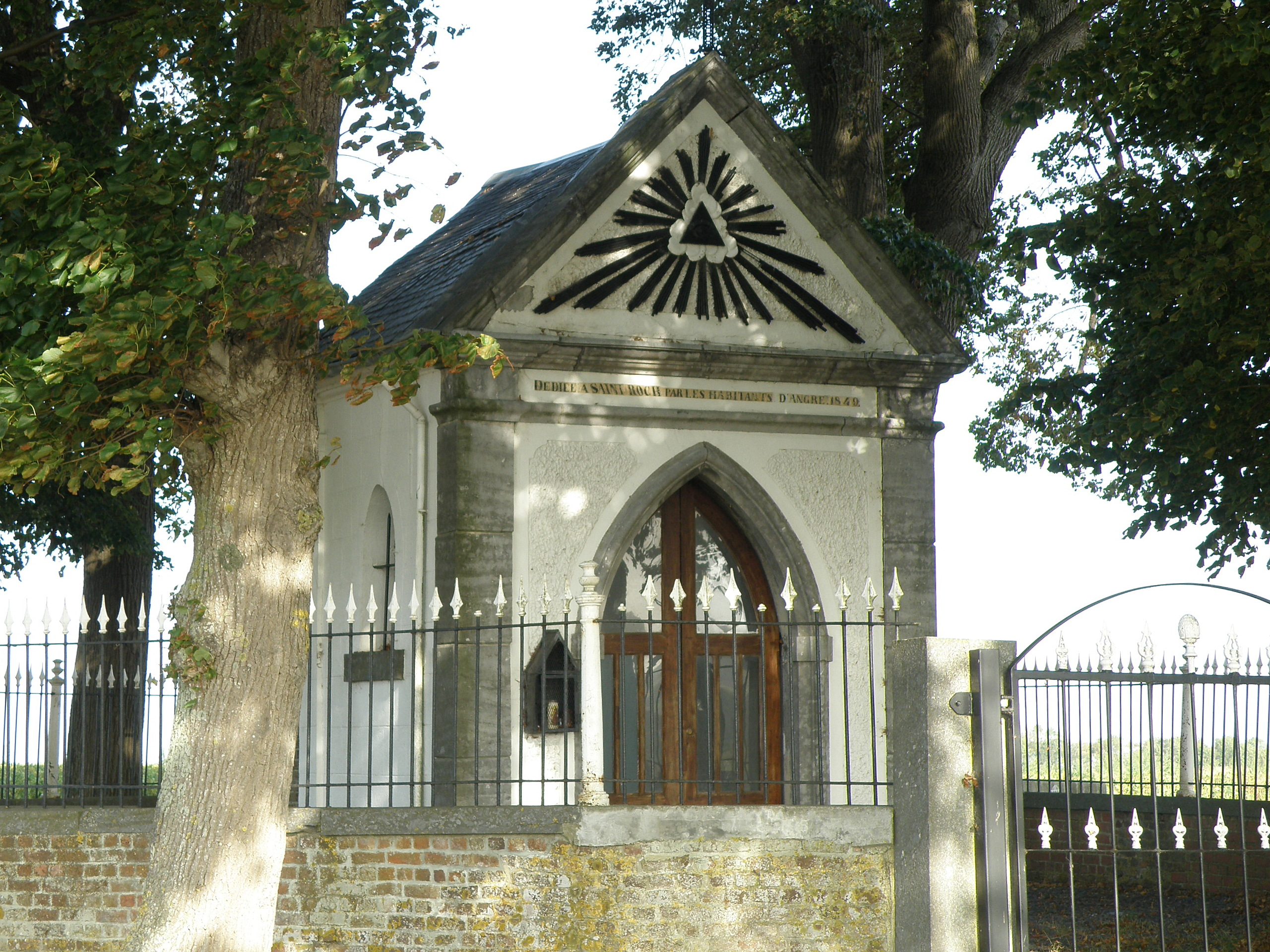
Chapelle Saint-Roch
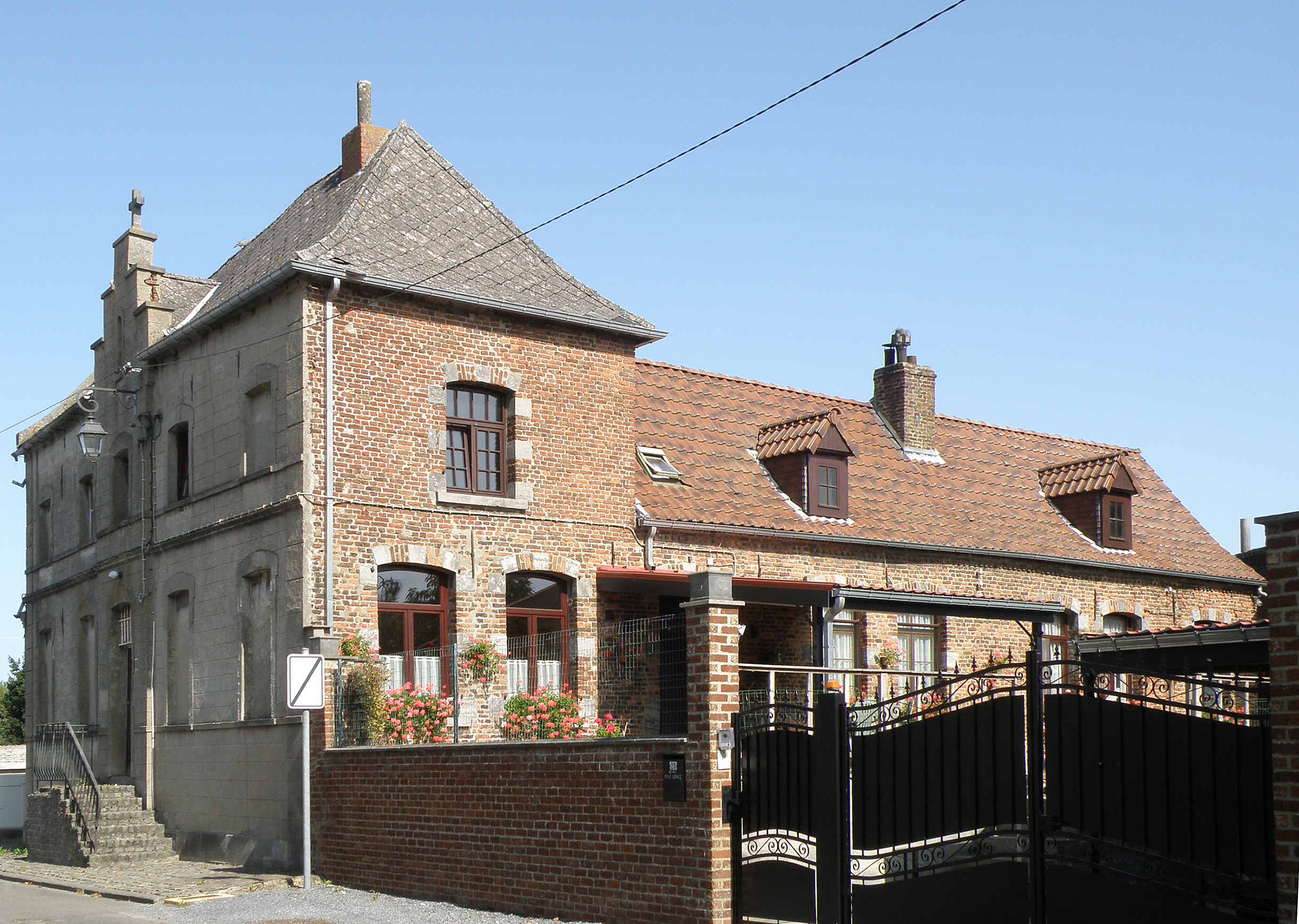
Oude pastorij

## Demografische ontwikkeling
Bron: NIS; Opm:1831 t/m 1970=volkstellingen; 1976=inwoneraantal op 31 december

## Verkeer en vervoer
Ten oosten van het dorp bevond zich het station Angre, weliswaar op het grondgebied van Onnezies, langs de voormalige spoorlijn 98A (van Dour, via Roisin, naar de Franse grens). Verder zuidwaarts langs deze spoorlijn bevond zich op het grondgebied van Angre het station Angreau, een stopplaats nabij het dorp Angreau.